# ユニマットホールディング
株式会社ユニマットホールディングは、ユニマットグループの持株会社。
現在の法人は2013年に設立した株式会社ユニマットゼネラルが商号変更したものである。初代法人は、2013年4月1日に事業会社の株式会社ユニマットライフを吸収合併し、株式会社ユニマットライフに商号変更した。

## 概要
オーナー及びその親族が株式を保有する会社で、オーナー家の資産管理会社。
グループの中核事業会社は株式会社ユニマットライフ（4代目、現在の株式会社ユニマットライフとは異なる）であったが、2010年3月31日時点では株式会社ユニマットホールディング（初代）が33.7%直接保有、オーナー家が16.2%保有であり、上場企業であったユニマットライフは同社の子会社ではなかった。2010年3月より子会社を通じユニマットライフに対し株式公開買付けを行い（マネジメント・バイアウト）、2010年8月にユニマットライフを間接完全子会社化した。

## 沿革

### 法人沿革
- 2013年（平成25年） - 株式会社ユニマットホールディング（現法人）となる株式会社ユニマットゼネラル設立。

### グループ沿革
- 1958年（昭和33年）7月 - ユナイテッドスティール株式会社（株式会社ユニマットライフの前身）を創業し、鋼材・非鉄金属の輸出入及び販売を開始。
- 1963年（昭和38年）9月 - ユナイテッドスティールが、自動販売機オペレーター業務（ユニマットブランド）を開始。
- 1972年（昭和47年）
  - 1月12日 - 株式会社ユニマット（現・CFJ（シティグループ））設立。
  - 5月 - 高橋洋二が株式会社丸和コーヨー（のちに株式会社コーヨーホールディングを経て、株式会社ユニマットホールディング（初代））設立。
- 1979年（昭和54年）6月 - ユナイテッドスティールがオフィスコーヒーサービス業務を開始。
- 1981年（昭和56年）8月 - 株式会社ユニマットライフ（初代）設立。
- 1984年（昭和59年）11月 - 株式会社ユニマットコム（現・ユニマットリアルティー）設立。
- 1991年（平成3年）
  - 9月25日 - 株式会社ユニマットオフィスコ（のちのユニマットライフ）設立。
  - 10月 - ユニマットが、オフィスコーヒーサービス事業を株式会社ユニマットオフィスコに事業譲渡。
- 1993年（平成5年）4月 - ユニマットオフィスコが環境美化用品レンタル・販売事業を開始。
- 1994年（平成6年）
  - 4月 - ユナイテッドスティールから自動販売機事業が分社化され、ユニマットコーポレーション（後のジャパンビバレッジ、現在はジャパンビバレッジホールディングスに吸収合併）設立。
  - 10月 - ユニマットオフィスコが、環境美化用品レンタル・販売事業をユニマットに営業譲渡。
- 1995年（平成7年）- 消費者金融の株式会社オリカキャピタルに資本参加し、グループ化。
- 1996年（平成8年）4月1日 - 株式額面変更を目的として、休眠会社の株式会社ユニマットライフ（初代）が株式会社ユニマットオフィスコ（実質上の存続会社）を吸収合併し、株式会社ユニマットオフィスコに商号変更。
- 1997年（平成9年）
  - 9月 ‐ ユニマットオフィスコが、株式を店頭公開。
  - 10月1日 - ユニマットが、株式会社ユニマットライフ（2代目）に商号変更。
- 1998年（平成10年）4月 - 日本たばこ産業株式会社と資本・業務提携。日本たばこ産業が株式会社ユニマットコーポレーションの株式の過半数を取得。
- 1999年（平成11年）
  - 1月21日 - 休眠会社の株式会社ユーピーエスが、目的変更の上、株式会社ユニマットクリーンライフに商号変更。
  - 4月1日 - 株式会社ユニマットライフ（2代目）が、環境美化用品レンタル・販売事業をユニマットクリーンライフに営業譲渡して分社化[3]。
  - 9月1日 - ユニマットコーポレーションが株式会社ジャパンビバレッジに商号変更。
- 2000年（平成12年）
  - 1月 - ユニマットオフィスコが東京証券取引所第2部に株式上場。
  - 2月 - 株式会社ユニマットホテルアンドリゾーツを設立。
- 2001年（平成13年）
  - 3月 - ユニマットオフィスコが東京証券取引所第1部に指定換え。
  - 3月1日 - ディックの関連会社であるディックエージェンシー株式会社が、ユニマットライフ（2代目、ユニマットレディース等の消費者金融事業）を吸収合併し、株式会社ユニマットライフ（3代目）に商号変更（2003年1月6日に吸収合併してCFJ株式会社となる）。ユニマットレディースの名称は用いるが、ユニマットグループとは関係がなくなる。
  - 9月 - ユニマットホテルアンドリゾーツが、株式会社ユニマットリバティーに商号変更。
- 2004年（平成16年）
  - 4月1日 - 株式会社ユニマットケアサポート設立。
  - 11月 - ユニマットクリーンライフが、ジャスダック市場に株式上場。
- 2005年（平成17年）
  - 4月 - 株式会社ユニマットリバティーが飲食業を分離。
  - 10月1日 - 株式会社ユニマットオフィスコがキャラバンコーヒー株式会社と業務提携し、同社を子会社化。
- 2006年（平成18年）
  - 3月 - 株式会社ユニマットビューティーアンドスパを設立。
  - 4月 - ユニマットオフィスコがユニマットクリーンライフを吸収合併し、株式会社ユニマットライフ（4代目）に商号変更。
  - 4月1日 - キャラバンコーヒーがユニマットリレーションと合併し、ユニマットキャラバン株式会社に商号変更。
  - 9月21日 - ユニマットグループが住友重機械工業子会社のエスエイチアイリゾート開発株式会社を譲受、マリーナ事業に進出（現・ユニマットプレシャス）[4]。
  - 10月 - 山丸証券株式会社がユニマット山丸証券株式会社に商号変更。
- 2007年（平成19年）
  - 1月 - ユニマットライフがユニマットコミュニケーションズを吸収合併。
  - 6月 - ユニマットビューティーアンドスパが運営する松濤温泉シエスパで爆発事故が発生。
  - 10月 - ユニマットリバティーが、株式会社ユニマットコスモ及び株式会社弓張の丘ホテルを合併。
  - 12月31日 - ユニマットキャラバンが株式会社フレッシュネス（フレッシュネスバーガー運営会社）を子会社化。
- 2008年（平成20年）9月1日 - ユニマットキャラバンがユニマットクリエイティブにレストラン事業を営業委託。
- 2009年（平成21年）9月10日 - ユニマットキャラバンがフレッシュネスの保有全株式を高橋洋二及び株式会社ユニマットホールディング（初代）に譲渡[5]。
- 2010年（平成22年）
  - 8月3日 - ユニマットライフの全株式を、ユニマットホールディング（初代）と子会社の株式会社ユニマットレインボーが取得、完全子会社とする。
  - 10月1日 - ユニマットレインボーがユニマットライフを吸収合併し、株式会社ユニマットライフ（5代目）に商号変更。
- 2011年（平成23年）3月 - 株式会社メデカジャパン（のちのユニマットそよ風→ユニマット リタイアメント・コミュニティ、現・SOYOKAZE）が、ユニマットケアサポートを吸収合併。
- 2012年（平成24年）3月12日 - 岡山国際サーキットの全株式を自動車部品・配電盤などの生産を行なうアスカに売却。
- 2013年（平成25年）
  - 株式会社ユニマットゼネラル設立。
  - 3月 - フレッシュネスがユニマットクリエイティブを吸収合併。
  - 4月1日 - ユニマットホールディング（初代）がユニマットライフを吸収合併し、株式会社ユニマットライフ（6代目）に商号変更。
- 2014年（平成26年）
  - 株式会社コンランショップ・ジャパンがグループ入り。
  - 11月 - ユニマットリゾート&コミュニティが、ユニマットキャラバンと合併し、株式会社ユニマットプレシャスに商号変更。
- 2015年（平成27年）
  - 3月31日 - 株式会社ユニマットプレシャスが出光マリンズより三河御津マリーナを譲受。
  - 12月1日 - ユニマットゼネラルが株式会社ユニマットホールディング（2代）に商号変更。
- 2016年（平成28年）12月1日 - フレッシュネスの全株式をレインズインターナショナルに売却。
- 2017年（平成29年）10月 - 株式会社ベルグの四月が、ユニマットプレシャスより一部事業を承継し、株式会社ユニマットキャラバンに商号変更。
- 2019年（令和元年）
  - 6月1日 - 群馬サファリパークを運営している群馬サファリワールド株式会社の株式を取得。
  - 12月2日 - 松濤温泉シエスパ跡にユニマットプレシャスによるコワーキングスペース（テレワークなどに利用できる） WORK COURT渋谷松濤オープン[6]。
- 2021年（令和3年）3月 - ユニマット リタイアメント・コミュニティ（現・SOYOKAZE）を子会社化。6月10日に上場廃止。

## ユニマットグループ各社
- 株式会社ユニマットライフ
- 株式会社SOYOKAZE
- 株式会社カッシーナ・イクスシー（カッシーナの日本代理店）
- 株式会社ユニマットプレシャス
- 株式会社コンランショップ・ジャパン
- 株式会社エスエムダブリュ・ジャパン
- 株式会社ユニマットリケン
- 株式会社K-twoエフェクト
- 株式会社ユニマットキャラバン
- 株式会社ユニマットリック
- 株式会社ユニマット不動産
- 株式会社ユニマット不動産開発
- 株式会社南西楽園ツーリスト
- 株式会社南西楽園リゾート
- 群馬サファリ・ワールド株式会社

## 過去の関連会社
- 松濤温泉シエスパ
- ジャパンビバレッジ（旧・ユニマットコーポレーション）
- ユニマットレディス
- 六本木天然温泉zaboo（ザブー）
- ばんせい山丸証券
- オリカキャピタル
- エスフィット
- 岡山国際サーキット
- フレッシュネス

## 文化事業
かつてシャガールやゴッホらの絵画作品を所蔵する箱根芦ノ湖美術館を運営していた。同館閉館後はその所蔵作品を引き継いだ青山ユニマット美術館を運営していたが、これも閉館した。その後グループが運営する美術館はないが、美術関連事業は継続している。ユニマットグループ創業者の高橋洋二は事業の傍らフランス近代美術を中心とする西洋美術品の収集を行い、ダヴィッド、ドラクロワ、ミレー、コロー、エンネル、クールベ、ドガ、ルノワール、ドラン、デュフィ、ユトリロ、モディリアーニ、藤田嗣治らの絵画作品や、ラリックのガラス工芸品、宝飾品などによる『ユニマットコレクション』を形成。当社の所蔵品となっている。2017年から2018年にかけて巡回展「ユニマットコレクション　フランス近代絵画と珠玉のラリック展 －やすらぎの美を求めて－」が開催され、初めてコレクションが一般公開された。続く2019年から2020年にかけては巡回展「ラリック・エレガンス　宝飾とガラスのモダニティ －ユニマットコレクション－」が開催された。このほか所蔵品の貸し出しも行っている。

## テレビ番組
- 日経スペシャル ガイアの夜明け 復活する土地神話（2004年11月9日、テレビ東京）[17] - ユニマットの不動産事業参入を取材。